# Модлибожице (гмина)
Модлибожице (пол. Modliborzyce) — сельская гмина (волость) в Польше, входит как административная единица в Яновский повет, Люблинское воеводство. Население — 7311 человек (на 2004 год).

## Сельские округа
1. Антолин
2. Бильско
3. Бжезины
4. Цехоцин
5. Домбе
6. Фелинув
7. Гвиздув
8. Каленне
9. Колёня-Замек
10. Люте
11. Майдан
12. Свинки
13. Михалувка
14. Модлибожице
15. Пасека
16. Слупе
17. Стоешин-Други
18. Стоешин-Первши
19. Венглиска
20. Вежховиска-Друге
21. Вежховиска-Первше
22. Волица-Первша
23. Волица-Друга
24. Волица-Колёня
25. Зараец

## Соседние гмины
1. Гмина Батож
2. Гмина Годзишув
3. Гмина Янув-Любельски
4. Гмина Поток-Вельки
5. Гмина Пышница
6. Гмина Шастарка